# Warszafski deszcz
Warszafski Deszcz (WFD) je polská rapová skupina, která vznikla ve Varšavě roku 1998. V současnosti se skládá ze dvou členů, jimiž jsou polští rappeři Tede a Numer Raz.
Skupina dosud vydala tři studiová alba. První album Nastukafszy... vyšlo roku 1999, v roce 2007 následovalo album Reminiscencje a o dva roky později Powrócifszy...